# Cinetus ilione
Cinetus ilione är en stekelart som beskrevs av Nixon 1957. Cinetus ilione ingår i släktet Cinetus, och familjen hyllhornsteklar. Arten är reproducerande i Sverige.